# 地海孤雛
《地海孤雛》是美國作家娥蘇拉·勒瑰恩於1990年發表的奇幻小說，是地海系列的第四部長篇小說，獲得1990年的星雲獎與盧卡斯最佳奇幻小說獎。故事敘述中年孀居的恬娜收養遭火燒傷的女孩瑟魯，並與失去法力的格得相會、一同生活的過程。
本書初版時的完整英文書名為《Tehanu: The Last Book of Earthsea》 ，意為地海系列的完結篇。不過2001年《地海故事集》、《地海奇風》相繼出版之後，副標題已捨去不用。

## 劇情提要
恬娜將厄瑞亞拜之環帶回黑弗諾之後，格得將她交給師傅歐吉安照料，後來嫁弓忒的農夫，育有一子一女。丈夫去世之後，恬娜又收養了一名半身受火灼傷，而被父母拋棄的女孩。女孩不記得自己的姓名，恬娜便稱呼她為瑟魯，意為卡耳格語的「燃燒」。
一日，恬娜得知歐吉安病危，便與瑟魯趕往巫師在銳亞白的住所。歐吉安在恬娜的陪伴下去世。數日之後，飛龍凱拉辛將瀕死的格得帶至弓忒。在村中女巫蘑絲的協助之下，格得日漸恢復健康，但因為巫力盡失而陷入自我哀憐中。黑弗諾派船前來尋找地海大法師，希望他能為黎白南加冕，格得不願面對自己已不再是的身分，驚慌無措，恬娜便將他打發到她在鄉間的農莊暫時躲藏起來。
因為一些齟齬，銳亞白的巫師白楊施法詛咒恬娜。恬娜連忙帶瑟魯逃離，而在弓忒港巧遇前來求見格得的群島新王黎白南。黎白南向恬娜傾訴對格得的思慕，並談及柔克形意師傅的預言「弓忒女子」。在王家船艦的護送下，恬娜與瑟魯安然回到中谷的農莊，與格得再次相會。三人相伴度過漫長冬日。
翌春，恬娜的船員兒子星火突然返鄉，打算繼承家業。由於星火歧視傷殘的瑟魯，同時銳亞白又傳來蘑絲病重的消息，恬娜、格得和瑟魯決定遷居銳亞白，回到師傅歐吉安的房屋。不料白楊佈下陷阱，控制恬娜與已失去巫力的格得的心智，欲殺害他們，在危急之時瑟魯身為龍族族女的本能覺醒，呼喚「至壽者」凱拉辛前來救助兩人。事後凱拉辛仍將族女託付給恬娜、格得，並告知其真名為恬哈弩（Tehanu）。

## 中譯書目
《地海孤雛》 段宗忱譯，繆思出版社奇幻館書系，2002年（繁體，台灣地區）